# Hermannspiegel

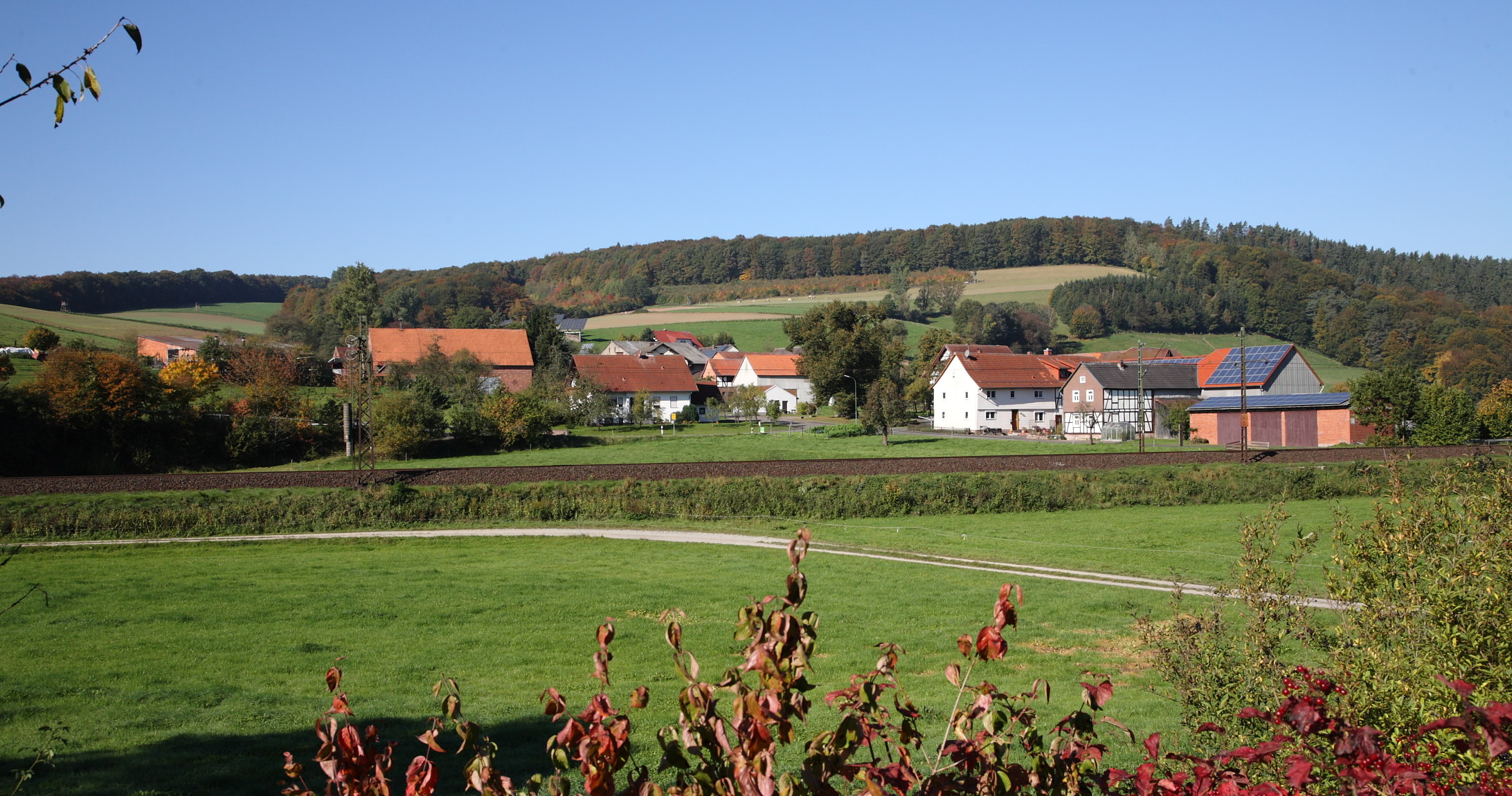
Hermannspiegel – der kleinste Ortsteil der Marktgemeinde Haunetal

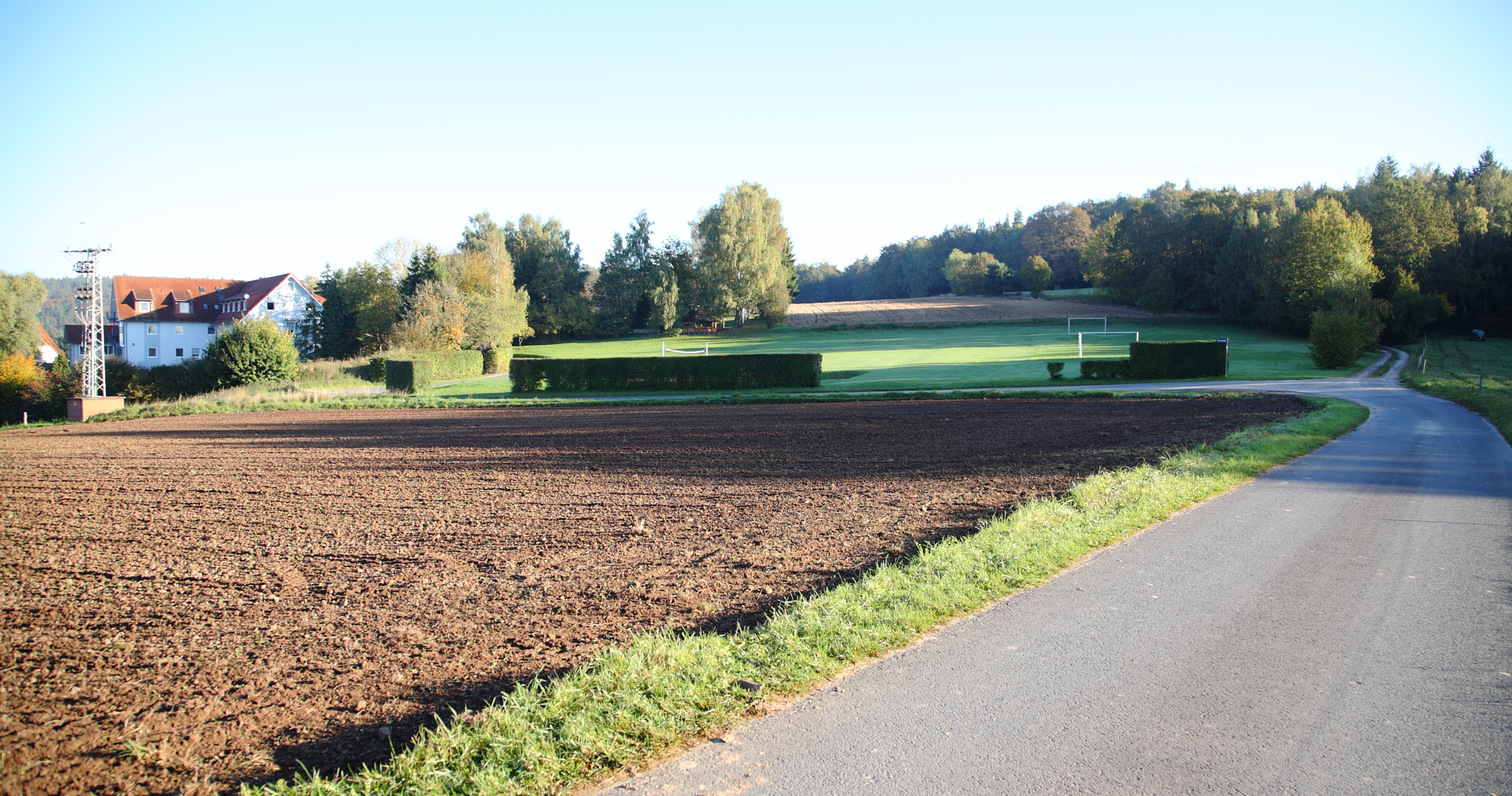
Weiler Siegwinden

Hermannspiegel ist der nach Einwohnerzahl kleinste an der Haune gelegene Ortsteil der Marktgemeinde Haunetal im osthessischen Kreis Hersfeld-Rotenburg. Zum Ort gehört der Weiler Siegwinden.

## Geschichte

### Ortsgeschichte
Erstmals urkundlich erwähnt wurde das kleine Dorf im Jahre 1396. Der Ortsname wandelte sich von Hamenspiegel über Hamenspiel und Hemen sowie Hunespiegel und Haunespiegel zum 1789 erstmals so genannten Hermannspiegel.
Am 1. Februar 1971 fusionierten im Zuge Gebietsreform in Hessen die Gemeinden Hermannspiegel, Mauers, Neukirchen, Oberstoppel und Rhina freiwillig zur neuen Gemeinde Haunetal im Landkreis Hünfeld. Sitz der Gemeindeverwaltung wurde Neukirchen. Für Hermannspiegel wurde, wie für die übrigen bei der Gebietsreform nach Haunetal eingegliederten Gemeinden, ein Ortsbezirk mit Ortsbeirat und Ortsvorsteher nach der Hessischen Gemeindeordnung gebildet.

### Verwaltungsgeschichte im Überblick
Die folgende Liste zeigt die Staaten und Verwaltungseinheiten, denen Hermannspiegel angehört(e):
- vor 1803: Heiliges Römisches Reich, Hochstift Fulda, Gericht Neukirchen
- 1803–1806: Heiliges Römisches Reich, Fürstentum Nassau-Oranien-Fulda, Fürstentum Fulda, Amt Eiterfeld, Gericht Neukirchen
- 1806–1810: Kaiserreich Frankreich, Fürstentum Fulda (Militärverwaltung)
- 1810–1813: Großherzogtum Frankfurt, Departement Fulda, Distrikt Eiterfeld
- ab 1815: Kurfürstentum Hessen, Großherzogtum Fulda, Amt Eiterfeld[7]
- ab 1821/22: Kurfürstentum Hessen, Provinz Fulda, Kreis Hünfeld[8][Anm. 2]
- ab 1848: Kurfürstentum Hessen, Bezirk Fulda
- ab 1851: Kurfürstentum Hessen, Provinz Fulda, Kreis Hünfeld
- ab 1867: Königreich Preußen, Provinz Hessen-Nassau, Regierungsbezirk Kassel, Kreis Hünfeld
- ab 1871: Deutsches Reich,  Königreich Preußen, Provinz Hessen-Nassau, Regierungsbezirk Kassel, Kreis Hünfeld
- ab 1918: Deutsches Reich, Freistaat Preußen, Provinz Hessen-Nassau, Regierungsbezirk Kassel, Kreis Hünfeld
- ab 1944: Deutsches Reich, Freistaat Preußen, Provinz Kurhessen, Landkreis Hünfeld
- ab 1945: Amerikanische Besatzungszone, Groß-Hessen, Regierungsbezirk Kassel, Landkreis Hünfeld
- ab 1946: Amerikanische Besatzungszone, Hessen, Regierungsbezirk Kassel, Landkreis Hünfeld
- ab 1949: Bundesrepublik Deutschland, Hessen, Regierungsbezirk Kassel, Landkreis Hünfeld
- ab 1971: Bundesrepublik Deutschland, Hessen, Regierungsbezirk Kassel, Landkreis Hünfeld, Gemeinde Haunetal[Anm. 3]
- ab 1972: Bundesrepublik Deutschland Hessen, Regierungsbezirk Kassel, Landkreis Hersfeld-Rotenburg, Gemeinde Haunetal

## Bevölkerung

### Einwohnerstruktur 2011
Nach den Erhebungen des Zensus 2011 lebten am Stichtag dem 9. Mai 2011 in Hermannspiegel  39 Einwohner. Darunter waren keine Ausländer.
Nach dem Lebensalter waren 6 Einwohner unter 18 Jahren, 15 zwischen 18 und 49, 6 zwischen 50 und 64 und 9 Einwohner waren älter. Die Einwohner lebten in 15 Haushalten. Davon waren 3 Singlehaushalte, 3 Paare ohne Kinder und 6 Paare mit Kindern, sowie 3 Alleinerziehende und keine Wohngemeinschaften. In 3 Haushalten lebten ausschließlich Senioren und in 9 Haushaltungen lebten keine Senioren.

### Einwohnerentwicklung
- 1812: 10 Feuerstellen, 74 Seelen[1]

| Hermannspiegel: Einwohnerzahlen von 1812 bis 2015 | Hermannspiegel: Einwohnerzahlen von 1812 bis 2015 | Hermannspiegel: Einwohnerzahlen von 1812 bis 2015 | Hermannspiegel: Einwohnerzahlen von 1812 bis 2015 | Hermannspiegel: Einwohnerzahlen von 1812 bis 2015 |
| --- | ------------------------------------------------- | ------------------------------------------------- | ------------------------------------------------- | ------------------------------------------------- |
| Jahr |                                                   |                                                   |                                                   | Einwohner                                         |
| 1812 | 1812                                              |                                                   | 74                                                | 74                                                |
| 1834 | 1834                                              |                                                   | 71                                                | 71                                                |
| 1840 | 1840                                              |                                                   | 72                                                | 72                                                |
| 1846 | 1846                                              |                                                   | 71                                                | 71                                                |
| 1852 | 1852                                              |                                                   | 69                                                | 69                                                |
| 1858 | 1858                                              |                                                   | 71                                                | 71                                                |
| 1864 | 1864                                              |                                                   | 92                                                | 92                                                |
| 1871 | 1871                                              |                                                   | 66                                                | 66                                                |
| 1875 | 1875                                              |                                                   | 59                                                | 59                                                |
| 1885 | 1885                                              |                                                   | 53                                                | 53                                                |
| 1895 | 1895                                              |                                                   | 55                                                | 55                                                |
| 1905 | 1905                                              |                                                   | 41                                                | 41                                                |
| 1910 | 1910                                              |                                                   | 53                                                | 53                                                |
| 1925 | 1925                                              |                                                   | 64                                                | 64                                                |
| 1939 | 1939                                              |                                                   | 50                                                | 50                                                |
| 1946 | 1946                                              |                                                   | 91                                                | 91                                                |
| 1950 | 1950                                              |                                                   | 93                                                | 93                                                |
| 1956 | 1956                                              |                                                   | 75                                                | 75                                                |
| 1961 | 1961                                              |                                                   | 55                                                | 55                                                |
| 1967 | 1967                                              |                                                   | 47                                                | 47                                                |
| 1970 | 1970                                              |                                                   | 51                                                | 51                                                |
| 1980 | 1980                                              |                                                   | ?                                                 | ?                                                 |
| 1990 | 1990                                              |                                                   | ?                                                 | ?                                                 |
| 2000 | 2000                                              |                                                   | ?                                                 | ?                                                 |
| 2011 | 2011                                              |                                                   | 39                                                | 39                                                |
| 2015 | 2015                                              |                                                   | 34                                                | 34                                                |
| Datenquelle: Historisches Gemeindeverzeichnis für Hessen: Die Bevölkerung der Gemeinden 1834 bis 1967. Wiesbaden: Hessisches Statistisches Landesamt, 1968. Weitere Quellen: LAGIS; Gemeinde Haunetal; Zensus 2011 |                                                   |                                                   |                                                   |                                                   |

### Historische Religionszugehörigkeit
| • 1885: | 53 evangelische (= 100 %) Einwohner                              |
| • 1961: | 47 evangelische (= 85,45 %), 8 katholische (= 14,45 %) Einwohner |

## Politik
Für Hermannspiegel besteht ein Ortsbezirk (Gebiete der ehemaligen Gemeinde Hermannspiegel) mit Ortsbeirat und Ortsvorsteher nach der Hessischen Gemeindeordnung. Der Ortsbeirat besteht aus drei Mitgliedern. Zur Kommunalwahlen in Hessen 2021 fanden sich nicht genügend Kandidaten zur Ortsbeiratswahl.

## Infrastruktur
Östlich um den Ort verlaufen die Bundesstraße 27 und die Bahnstrecke Frankfurt–Göttingen der als Teil der Nord-Süd-Strecke, die von Hannover nach Würzburg / Frankfurt a. M. führt.
Im Ort befinden sich zwei Jugendferienhäuser.
Für die unter Denkmalschutz stehenden Objekte im Ort siehe Liste der Kulturdenkmäler in Hermannspiegel.